# Rucervus
Rucervus es un género  de cérvidos del Sur de Asia constituido por tres especies, una de ellas extinta. Los miembros del género se encuentran en India, Nepal y el Sudeste de Asia.  Anteriormente se clasificaban dentro del género Cervus; sin embargo, a raíz de estudios morfológicos se incluyeron en este género; posteriores estudios genéticos dudan si Rucervus eldii debería seguir en el género o pasar a Panolia, y además dividido en dos especies.

## Especies
Se reconocen las siguientes:
- Rucervus duvaucelii
- Rucervus eldii
- Rucervus schomburgki †